# 喜熨斗勝
喜熨斗 勝（きのし まさる、1935年（昭和10年）10月3日 - 2022年（令和4年）6月）は、神奈川県鎌倉市出身の歌舞伎研究家、フリーアナウンサー。

## 来歴
父は二代目市川小太夫、伯父は初代市川猿翁という歌舞伎一家に育ち、幼少期は歌舞伎の舞台にも立ったことがある。
鎌倉学園中学校・高等学校時代は演劇部に参加。劇団民藝の演出家である松尾哲次の研究会で演出と演技を学んだ。
明治大学演劇学科卒業後、文化放送に入社。同局のアナウンサーとして活躍し、1963年（昭和38年）に退職後にフリーアナウンサーとなる。文化放送が出資するフジテレビを中心に活躍、人気番組『3時のあなた』の司会アシスタントとして知られるようになる。その後はフリーアナウンサーと並行する形で歌舞伎研究家・評論家としても活動した。

## 著書
- 『歌舞伎　芸と血筋の熱い裏側』、全239頁、講談社、2018年[3]、ISBN 978-4062209397

## 補注